# رنگینک راه‌راه غربی
رنگینک راه‌راه غربی (نام علمی: Machaeropterus striolatus) نام یک گونه از سرده رنگینک‌های بال‌شمشیری است.